# Kepler-Schulsternwarte Graz
Die Kepler-Schulsternwarte am BRG Kepler (Österreich) ist eine in den 1990er-Jahren geplante und im Zuge eines Dachausbaus ab 1996 verwirklicht Dachsternwarte. Sie ist mit einer großen Kuppel und mehreren Teleskopen ausgestattet und Bestandteil eines naturwissenschaftlichen Zentrums am Gymnasium.
Das Observatorium bietet den Schülern neben dem Zugang zur Astronomie auch Gelegenheit, optische, elektronische und feinmechanische Kenntnisse zu erwerben, und veranstaltet montagabends auch öffentliche Sternführungen. Schwerpunkte sind Sonnenbeobachtungen, Details am Mond und auf den großen Planeten, ferner Doppelsterne und helle Sternhaufen.
Die instrumentelle Ausstattung umfasst:
- äquatoriale Montierung auf stabiler Betonsäule mit
- computergesteuerter Goto-Montierung (Koch FS2)
- Cassegrain-Spiegelteleskop mit 12,5 Zoll (320 mm) Spiegel, Öffnungsverhältnis f/15 (Brennweite 4760 mm)
- Sechs-Zoll-Linsenteleskop von Celestron 6 Zoll (150 mm) Objektivdurchmesser, Öffnungsverhältnis f/8 (Brennweite 1210 mm)
- Fünf-Zoll-Linsenteleskop von Bresser
- Diverse Okulare, Filter, Binokular, Projektionsschirm, Gitterspektrograf, PC, Laptop, Digitalkameras

## Einzelnachweis
1. ↑  Ausstattung. In: Schulsternwarte BRG Kepler Graz. Abgerufen am 29. Mai 2021.

Koordinaten: 47° 4′ 36,14″ N, 15° 25′ 56,23″ O